# Paraclius parvulus
Paraclius parvulus är en tvåvingeart som beskrevs av Octave Parent 1930. Paraclius parvulus ingår i släktet Paraclius och familjen styltflugor. Inga underarter finns listade i Catalogue of Life.